# Sychowo
Sychowo [pronunciación en polaco: /sɨˈxɔvɔ/] (en casubio: Sychòwò) es un pueblo ubicado en el distrito administrativo de Gmina Luzino, dentro del Condado de Wejherowo, Voivodato de Pomerania, en Polonia del norte. Se encuentra aproximadamente a 4 kilómetros al sureste de Luzino, a 9 kilómetros al suroeste de Wejherowo, y a 38 kilómetros al noroeste de la capital regional Gdańsk.
Para detalles de la historia de la región, véaseHistoria de Pomerania.
El pueblo tiene una población de 237 habitantes.